# Heidenturm Kittsee

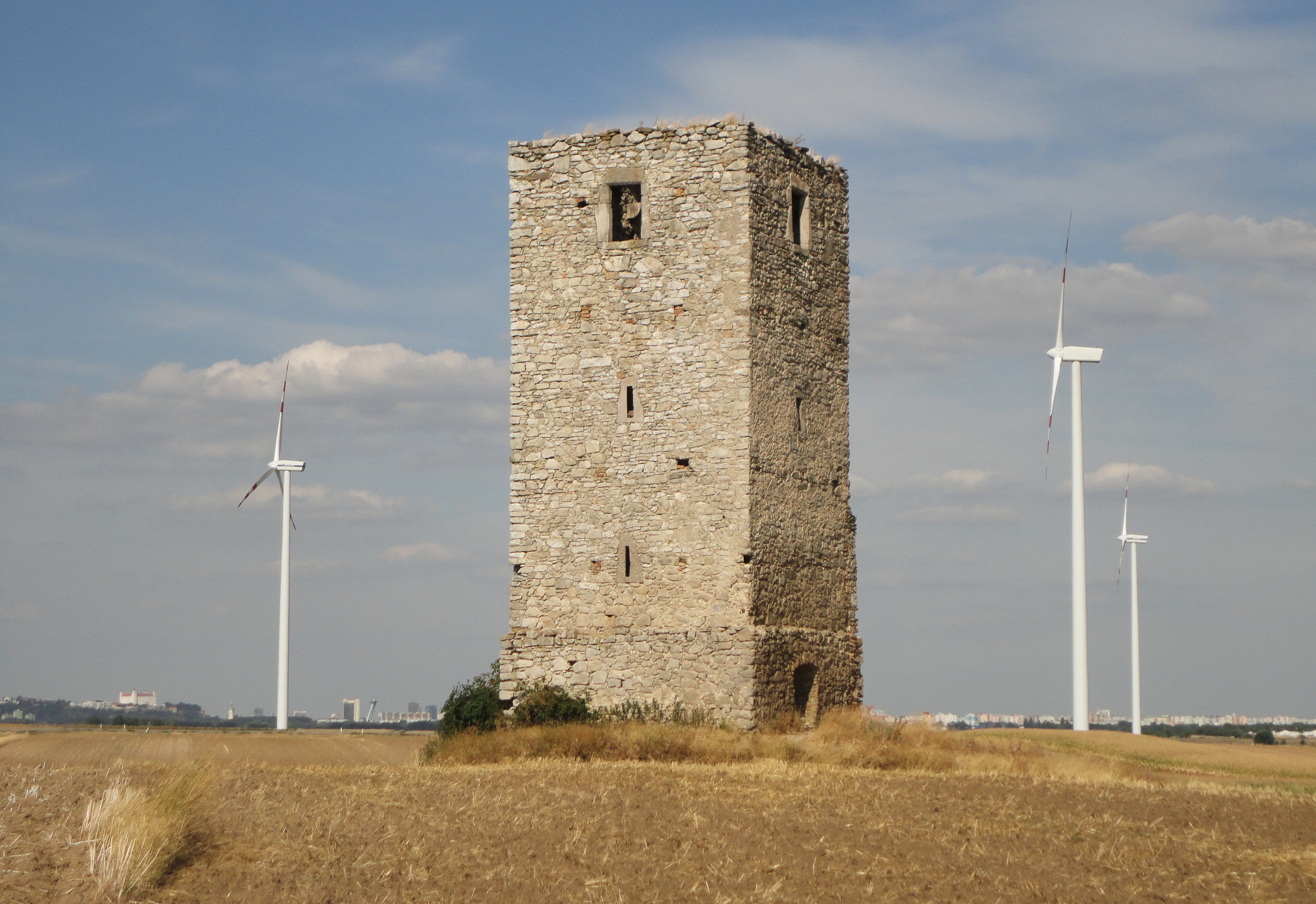
Heidenturm bei Kittsee

Der Heidenturm bei Kittsee, auch Öder Turm genannt, ist der Rest eines spätmittelalterlichen Wach- und Glockenturmes der Kirche der Wüstung Lebarn. Die Turmruine steht in der Ried Turmfeldäcker südwestlich des Ortskerns der heutigen Gemeinde Kittsee im Bezirk Neusiedl am See im Burgenland.
Die Ruine steht seit September 1932 unter Denkmalschutz.
Der Turm ist Wahr- und Wappenzeichen der Marktgemeinde Kittsee.

## Lagebeschreibung
Die Turmruine steht in der Ried Turmfeldäcker südwestlich des Ortskerns der heutigen Gemeinde Kittsee im Bezirk Neusiedl am See im Burgenland, nur wenige Meter von der Landesgrenze zu Niederösterreich. Der Turm liegt an der alten Bernsteinstraße, unweit von Limesresten.

## Geschichte
Erbauungszweck und Erbauer dieses Turmes sind umstritten und bislang nicht schlüssig erforscht. Da das Gemäuer an der mittelalterlichen ungarisch-österreichischen Grenze steht und Scherben aus der Römerzeit (Fundstelle Römische Villa „Straßenäcker“ [Fundstelle AT-1-0036327])in unmittelbarer Nähe gefunden wurden, könnten die Arpaden im Rahmen ihrer Grenzverstärkung ein Bauwerk aus römischer Zeit adaptiert haben.
Der Heidenturm ist der einzige bauliche Rest der ehemaligen Ortschaft Lebarn, der die Erste Wiener Türkenbelagerung 1529 überdauert hat. In älterer Literatur wurde der Turm der Römerzeit zugeordnet und bereits 1527 als turricula semidurata bezeichnet. 1948 wurde der Turm baulich instand gesetzt.

## Baubeschreibung
Äußeres
Der viergeschoßige Turm steht über einem quadratischen Grundriss mit 4,5 Metern Seitenlänge. Die Mauerstärke beträgt etwa einen Meter. Vom ursprünglichen Wehrturm sind heute nur noch die Umfassungsmauern erhalten. Während das erste und das zweite Obergeschoß durch Scharten belichtet werden, kommt das Licht im dritten Geschoß durch hochrechteckige Fenster. Alle Fensteröffnungen sind in primär versetzten Steinlaibungen eingelassen. Letztere haben breite, in seitlichen Abläufen endende Fassungen. In der südöstlichen Mauer ist im Erdgeschoß eine eventuell später ausgebrochene, nach außen hin trichterförmig erweiterte Öffnung. Ursprünglich verlief der Zugang wahrscheinlich über einen durch einen späteren Mauerausbruch teilweise zerstörten Hocheinstieg auf der nordöstlichen Seite des Turmes.
Inneres
In der Erdgeschoßzone sind die Ansätze des Gewölbes teilweise erhalten. Im vierten Obergeschoß sind noch die Viertelkreiskonsolen erhalten, die die Deckenbalken trugen. Der Turm ist aus lagerhaftem Bruchsteinmauerwerk gebaut, das in Abständen von 1,5 m durch Abgleichslager unterbrochen ist. An der Nordseite befindet sich ein aus Ziegeln bzw. aus plattigem Bruchwerk bestehender Rest einer vorgebauten Giebelmauer, die von einem später angebauten und nicht mehr erhaltenen Gebäude stammt. Dieser wird mehrfach als das Langhaus der überlieferten Michaelskirche gedeutet. Der Bauteil reicht mit seiner Traufhöhe bis zum zweiten Obergeschoß des Turmes.